# دانا بورتر
دانا بورتر هو قاضي وسياسي كندي، ولد في 14 يناير 1901 في تورونتو في كندا، وتوفي في 13 مايو 1967. حزبياً، نشط في حزب أونتاريو المحافظ التقدمي. وقد انتخب عضو برلمان مقاطعة أونتاريو.